# Don Bacon
Donald J. Bacon dit Don Bacon, né le 16 août 1963 à Momence (Illinois), est un homme politique américain, élu républicain du Nebraska à la Chambre des représentants des États-Unis lors des élections de 2016.

## Biographie
Don Bacon sert pendant 29 ans dans la United States Air Force. Il a notamment dirigé la Offutt Air Force Base dans le Nebraska. Il quitte l'armée en 2014 avec le grade de brigadier général et s'installe à Papillion près d'Omaha. Il enseigne alors à l'université de Bellevue.
En 2016, il se présente à la Chambre des représentants des États-Unis dans le 2e district du Nebraska, autour d'Omaha, face au démocrate sortant Brad Ashford. Durant la primaire républicaine, il affronte le candidat du Tea Party Chip Maxwell. Pour faciliter la réélection d'Ashford, les démocrates font diffuser des publicités en faveur de Maxwell. De son côté, Bacon reçoit le soutien de l'establishment républicain. Il remporte facilement la primaire en rassemblent deux tiers des voix. L'élection devient l'une des plus scrutées du pays, dans un district qui a majoritairement voté pour Mitt Romney en 2012 et qui était détenu par les républicains pendant 20 ans avant la victoire d'Ashford en 2014. Durant la campagne, Bacon insiste sur sa carrière de militaire. Il remporte l'élection avec deux points d'avance sur Ashford.
Lors des élections de 2018, Bacon est candidat à un second mandat. Il remporte la primaire républicaine sans opposition. Alors qu'Ashford cherche à prendre sa revanche, il est battu durant la primaire démocrate par Kara Eastman, plus à gauche. Si l'élection est plutôt serrée, le républicain résiste à la « vague démocrate » nationale et est réélu avec à nouveau deux points d'avance. Il doit sa victoire au comté de Sarpy, le comté de Douglas ayant voté pour Eastman.
Bacon est réélu pour un quatrième mandat lors des élections de 2022 en battant le démocrate Tony Vargas, élu à la législature d'État du Nebraska, avec trois points d'avance.
Bacon remporte un cinquième mandat lors des élections de 2024, de nouveau contre le démocrate Tony Vargas, bien que Kamala Harris ait battu Donald Trump dans le district lors l'élection présidentielle tenue simultanément.
En juin 2025, il annonce qu'il ne briguera pas de sixième mandat lors des élections de mi-mandat de novembre 2026.

## Positions politiques
Don Bacon se présente comme un conservateur social et fiscal. Il est opposé à l'avortement, souhaite réformer la sécurité sociale et Medicare et baisser les impôts pour les entreprises. Sur la question de l'immigration, il estime que les immigrés illégaux devraient avoir des solutions pour acquérir un statut légal, mais refuse un passage vers la citoyenneté.